# گل آهار پیر و جوان
گل آهار پیر و جوان (نام علمی: Zinnia elegans) گیاهی یکساله و از گیاهان گلدار خانواده کاسنیان و از شناخته شده‌ترین گیاهان سرده Zinnia است.

## توصیف
انواع این گیاه از حدود ۱۵ تا ۸۰ سانتی‌متر رشد می‌کند و گل‌های آن بزرگ بوده و قطری در حدود ۵ سانتی‌متر دارند که گاه تا ۱۵ cm هم می‌رسد. گل آهار پیر و جوان صدها رقم دارد و گیاه زینتی پرطرفداری است. فصل گل‌دهی انواع آن از اواخر بهار تا اوایل پاییز است. گلبرگ‌های آنها به رنگ‌های گوناگون هستند، از سفید و کرِم تا سایه‌های رنگ قرمز، سرخابی، صورتی، نارنجی و حتی زرد و سبز.
برخی گل‌ها گلبرگ‌هایی خط‌دار، لکه‌لکه، یا دو رنگ دارند.
برگ‌های گل آهار پیر و جوان نوک‌تیز هستند و بر ساقهٔ گیاه به شکل متقابل قرار گرفته و بدون دمبرگ هستند.

## تاریخچه
این گیاه بومی مکزیک بوده و نخستین بار در سال ۱۷۸۹ در تیستلای گوئررو به دست مارتین سسه و خوزه ماریانو مسینو جمع‌آوری شد. در سال ۱۷۹۱ آنتونیو خوزه کاوانیلس آن را رسماً Zinnia elegans نامگذاری کرد.

## پرورش
گل آهار پیر و جوان به آسانی پرورش پیدا می‌کند و خاک ابلیز زهکشی شده و تابش آفتاب را دوست دارد. (اِبلیز خاکی است که با آمیختن شن، رس، گل و لای و خاک‌های گیاهی (گیاخاک) درست می‌کنند.)
این گل‌ها در مناطق گرم، نسبتاً خشک و عاری از یخ و سرما بهتر می‌رویند. بسیاری از گونه‌های آن در برابر خشکسالی‌های متوسط مقاوم هستند.
برخی گونه‌ها را می‌توان داخل ساختمان نگهداری کرد.